# Themistocles Żammit

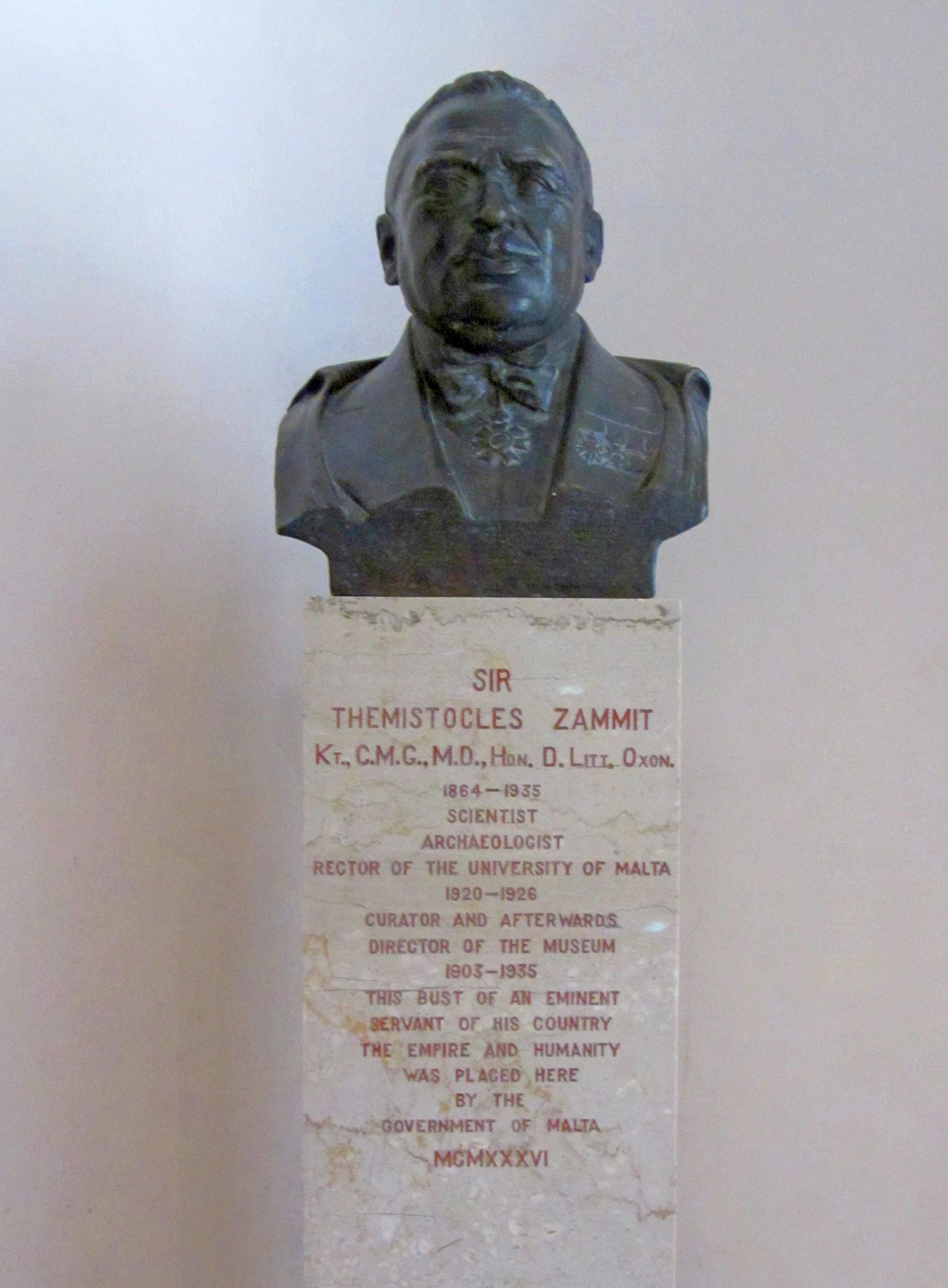
Büste von Themistocles Żammit im Nationalen Museum für Archäologie in Valletta

Themistocles Żammit (* 30. September 1864 in Valletta; † 2. November 1935) war ein maltesischer  Forscher: Archäologe, Historiker, Chemiker, Mediziner. Żammit war von 1920 bis 1926 Rektor der Universität Malta und erster Direktor des Nationalen Museums für Archäologie in Valletta.

## Leben und Werk
Nach seiner Graduierung im Fachgebiet Medizin an der Universität Malta spezialisierte sich Żammit durch weitere Studien in London und Paris auf dem Gebiet der Bakteriologie. 1905 machte er die Entdeckung, dass die im Blut von Ziegen vorhandenen Brucelloseerreger (Brucella melitensis) durch kontaminierte Milch auf den Menschen übertragen werden. Mit dieser Erkenntnis leistete er einen großen Beitrag zur Bekämpfung des Maltafiebers. Żammit wurde dafür 1911 in den Adelsstand erhoben.
Themistocles Żammit verfasste verschiedene Kurzgeschichten in maltesischer Sprache und erhielt den Doktortitel honoris causa der Universität Oxford. Er veröffentlichte eine Geschichte der maltesischen Inseln und machte bedeutende archäologische Entdeckungen wie das Hypogäum von Hal Saflieni, die Tempel von Tarxien, Hagar Qim und Mnajdra, die zum UNESCO-Welterbe erklärt wurden.
Żammits Arbeit auf archäologischem Gebiet begründeten sein hohes internationales Ansehen. Das öffentliche Interesse an Maltas historischen Schätzen, das durch Żammits Ausgrabungen und die dabei entdeckten Artefakte – einschließlich der berühmten „fat lady“ – geweckt wurde, förderte die Bildung einer maltesischen Identität. Eine ständige Ausstellung des Nationalen Museums für Archäologie in Valletta zeigt einige der Fundstücke.

## Ehrungen
- 2006 Malta: Gedenkmünze zu 5 Liri, Silber mit Bildnis